# Maison David-Lewis
La maison David-Lewis (dite aussi maison James-Linton) est une maison de maître patrimoniale située au 3424, rue Simpson, dans le Mille carré doré, à Montréal,  au Québec, Canada.

## Histoire

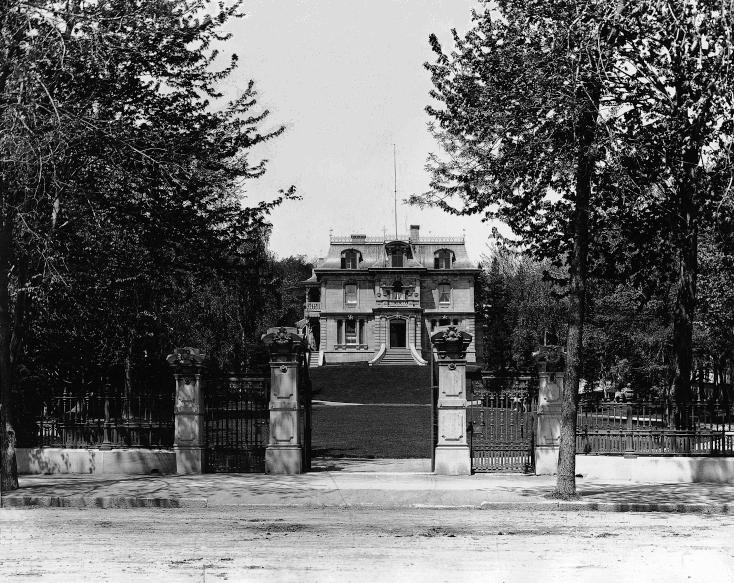
La maison et ses jardins vers 1885

La maison est construite en 1868 par l'architecte Cyrus Pole Thomas (1833-1911), fils de William Thomas et frère de William Tutin Thomas), pour le compte de l'importateur d'étoffes et homme d'affaires anglais David Lewis qui y demeure jusqu'en 1870, avant de vendre la résidence à James Linton. La famille Linton en sera propriétaire jusqu’en 1909. À l'époque, l'entrée de la maison ouvre sur un vaste jardin situé sur la rue Sherbrooke et bordé par une clôture en fer forgé. 
En 1907, la famille Linton vend cette partie du terrain à un groupe d’hommes d’affaire qui érige sur cette parcelle les appartements Linton. L'accès à la rue Sherbrooke étant désormais bloqué, l’entrée principale est repositionnée face à la rue Simpson. 
En 1909, la maison est vendue au juge et député Napoléon Charbonneau (1853-1916). Charles Trenholme, président de la James Wilson Company Limited, fournisseur d'huiles, de coton et de laine, en fait l'acquisition en 1918. 
En 1948, la maison est subdivisée en appartements et prend le nom de Linton Apartments Annex (Annexe des Appartements Linton). Elle est ensuite convertie en espaces de bureaux en 1987.
Représentative des grandes demeures érigées dans le Mille carré doré pendant le XIXe siècle, la maison David-Lewis est citée immeuble patrimonial par la ville de Montréal le 25 avril 1988.

## Description
La maison David-Lewis est une construction de style Second Empire. Elle possède trois étages et est surmontée d'un toit mansardé à quatre versants percé de lucarnes à fronton arrondi. La façade de la rue Simpson est moins ornée que celle orientée du côté sud, où se trouvait auparavant l'entrée principale, bien qu'également en pierre de taille. Les deux autres façades sont en briques.